# The Colony
|  | Per a altres significats, vegeu «The Colony (pel·lícula de 2013)». |

The Colony és una població dels Estats Units a l'estat de Texas. Segons el cens del 2009 tenia 39.906 habitants.

## Demografia
Segons el cens del 2000, The Colony tenia 26.531 habitants, 8.462 habitatges, i 7.141 famílies. La densitat de població era de 749,9 habitants per km².
Dels 8.462 habitatges en un 53,7% hi vivien nens de menys de 18 anys, en un 69,7% hi vivien parelles casades, en un 10,4% dones solteres, i en un 15,6% no eren unitats familiars. En l'11,4% dels habitatges hi vivien persones soles l'1,8% de les quals corresponia a persones de 65 anys o més que vivien soles. El nombre mitjà de persones vivint en cada habitatge era de 3,14 i el nombre mitjà de persones que vivien en cada família era de 3,41.
Per edats la població es repartia de la següent manera: un 34% tenia menys de 18 anys, un 7,4% entre 18 i 24, un 38% entre 25 i 44, un 17,8% de 45 a 60 i un 2,9% 65 anys o més.
L'edat mediana era de 31 anys. Per cada 100 dones de 18 o més anys hi havia 97,1 homes.
Entorn de l'1,6% de les famílies i el 2,8% de la població estaven per davall del llindar de pobresa.

## Poblacions properes
El següent diagrama mostra les poblacions més properes.